# Hibbertia porongurupensis
Hibbertia porongurupensis är en tvåhjärtbladig växtart som beskrevs av Judith Roderick Wheeler och R.D. Hoogland. Hibbertia porongurupensis ingår i släktet Hibbertia och familjen Dilleniaceae. Inga underarter finns listade i Catalogue of Life.